# Batalla del caravasar de Gravia
La Batalla del caravasar de Gravia, o simplemente la batalla de Gravia, (en griego: Μάχη στο Χάνι της Γραβιάς) se libró entre los revolucionarios griegos y el Imperio Otomano durante la guerra de Independencia griega en el actual municipio de Delfos. El líder griego, Odysseas Androutsos, con un grupo de 120 hombres repelió a un ejército otomano de 8.000 hombres y artillería bajo el mando de Omer Vrioni. La batalla terminó con grandes pérdidas para los otomanos y bajas mínimas en el lado griego.
El ejército otomano bajo el mando de Omer Vrioni, tras su derrota de los griegos en la batalla de Alamana (Ftiótide) y la ejecución de su líder Athanasios Diakos, planeó atacar el Peloponeso con un ejército de 8.000 hombres. Sin embargo, su ejército se encontró con un grupo griego de 120 hombres, bajo el mando de Odysseas Androutsos, que se habían atrincherado dentro de una antigua posada. El ejército otomano rodeó el área y atacó la posada, pero fue rechazado con grandes pérdidas. Por la noche, mientras el ejército otomano detenía sus ataques para traer algunos cañones con el fin de derribar la posada, los griegos escaparon de la posada en silencio y encontraron seguridad en las montañas antes de que llegaran los cañones.
Esta batalla se considera importante para el resultado de la revolución griega porque obligó a Omer Vrioni a retirarse a Eubea, dejando a los griegos para consolidar sus ganancias en el Peloponeso y capturar la capital otomana del Peloponeso, Trípoli.

## Antecedentes

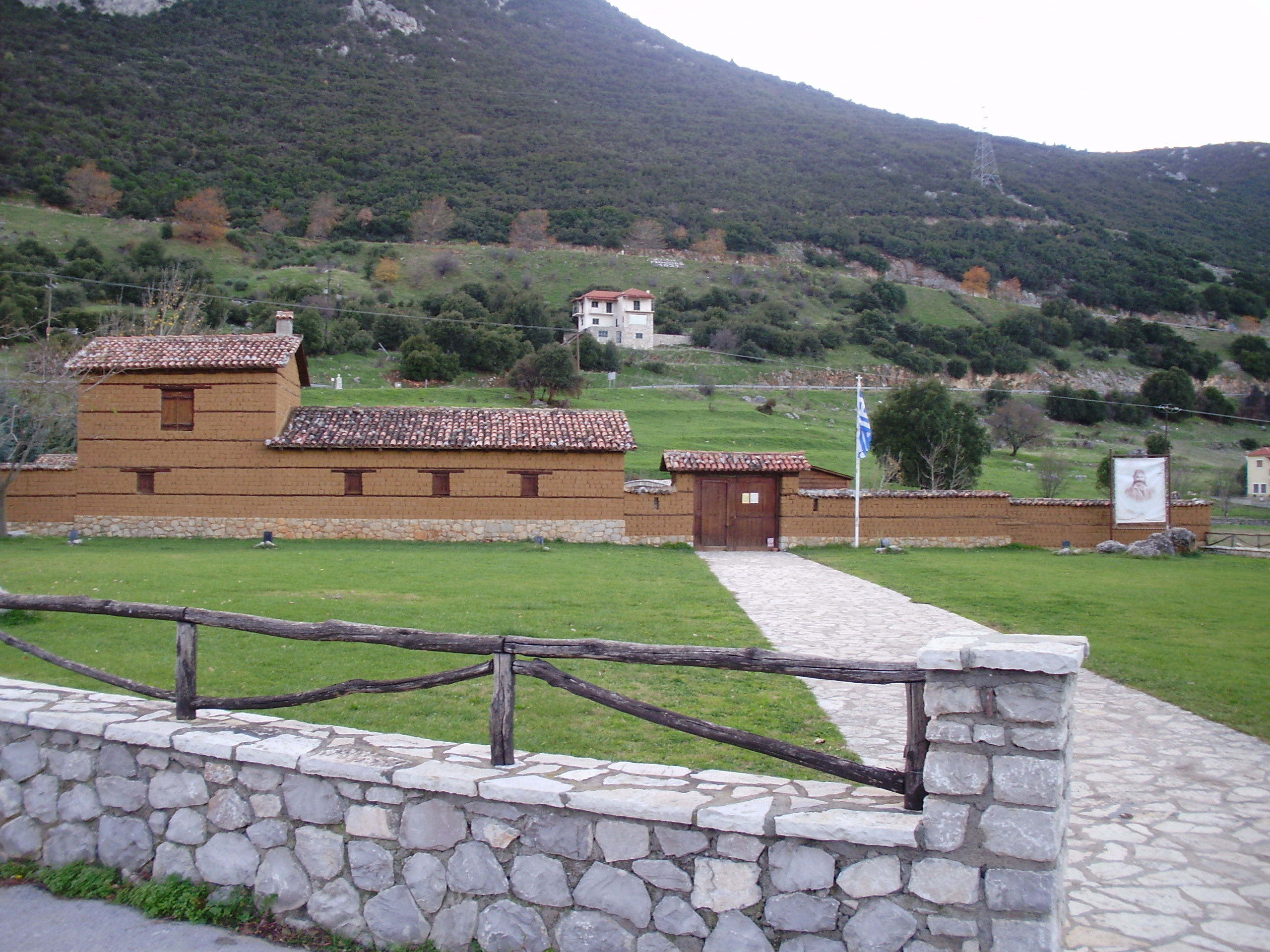
El caravasar reconstruido de Gravia

En mayo de 1821, después de aplastar a la resistencia griega en la Batalla de Alamana y matar a Athanasios Diakos, Omer Vrioni se dirigió hacia el sur hacia el Peloponeso desde su base en Lamía, buscando aplastar la rebelión griega con un ejército de 8.000 hombres albaneses. Sin embargo, a medida que avanzaba, un soldado revolucionario griego, Odysseas Androutsos y 120 hombres se fortificaron en un antiguo caravasar cerca del centro de la carretera.
Los otros dos capitanes griegos que habían venido con Androutsos, Panourgias y Duovounitis, tomaron a sus hombres y asumieron posiciones más altas al otro lado de la carretera. Hicieron esto porque asumieron que la posición de Androutsos terminaría en un desastre como Alamana y estar en lo alto les permitiría retirarse. Cuando llegó Vrioni, dispersó a sus hombres por las colinas y rodeó el caravasar. Envió a un derviche a negociar con Androutsos, pero cuando lo mataron a tiros en la puerta, Vrioni ordenó el ataque.

## Batalla

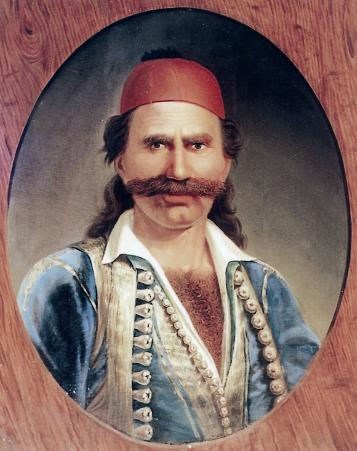
Odysseas Androutsos

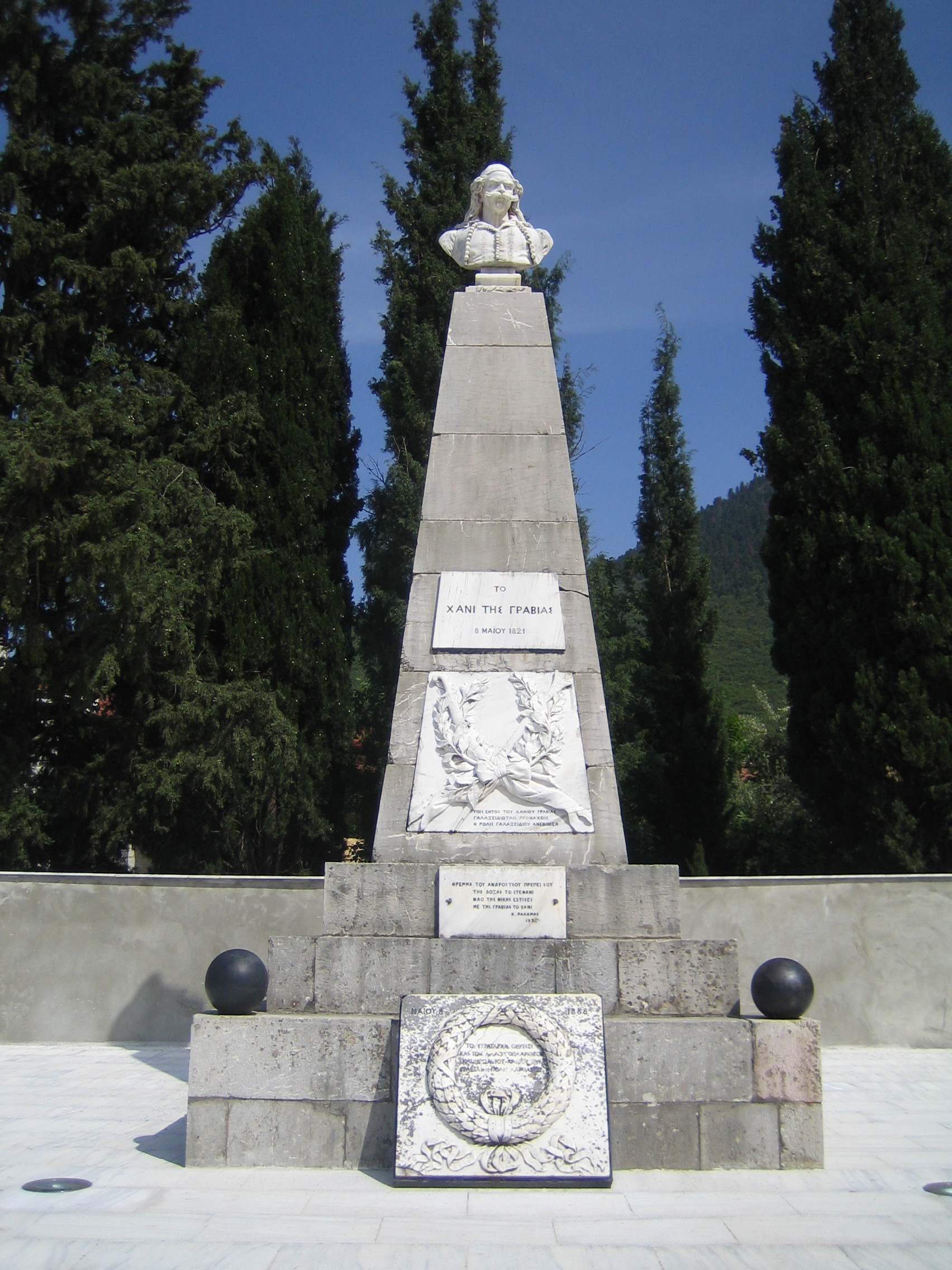
Monumento de Androutsos en Gravia

Tan pronto como Vrioni ordenó el ataque, un destacamento de soldados albaneses cargó contra el edificio. Al entrar en el edificio se encontraron con una ráfaga de disparos. Los albaneses se vieron obligados a retirarse bajo un intenso fuego y sufrieron muchas bajas de los griegos ocultos. Androutsos había entrenado a sus hombres para disparar con un método europeo; un grupo de sus soldados estaba disparando al unísono, mientras que otro grupo estaba recargando sus propias armas para disparar en su turno y así sucesivamente. Este método era la mejor manera de repeler cualquier tipo de ataque masivo, por lo que los siguientes asaltos otomanos también se encontraron con una ráfaga de fuego y se vieron obligados a retirarse.
Vrioni, enojado por las pérdidas que estaba sufriendo, ordenó que trajeran los cañones de Lamía. Sin embargo, Androutsos había adivinado sus intenciones y se retiraba con sus hombres por la noche; salieron de la posada y escaparon a las montañas, mientras los albaneses dormían.

## Consecuencias
Las bajas sufridas por Vrioni fueron cuantiosas, con 300 soldados muertos y 600 heridos en un par de horas de combate, mientras que los griegos tenían sólo seis compatriotas muertos. Esta batalla lo conmocionó hasta la incertidumbre y decidió retirarse a la isla de Eubea, frente a la costa de Ática, donde luego combinaría fuerzas con Köse Mehmed. Sin embargo, el resultado final de la batalla se considera ambiguo. Tanto Androutsos como Omer Vrioni finalmente se retiraron, por lo que el resultado es bastante ambiguo. Sin embargo, la Batalla de Gravia se consideró un acontecimiento importante en la guerra de Independencia griega. Al obligar a Vrioni a retirarse, Androutsos permitió que los griegos del Peloponeso tuvieran más tiempo para consolidar sus ganancias y para capturar la capital otomana del Peloponeso, Trípoli.